# Strehaia
Strehaia est une ville roumaine du județ de Mehedinți, dans la région historique de l'Olténie et dans la région de développement du Sud-Ouest.

## Géographie
Strehaia est une ville située à l'est du județ sur la rivière Motru, affluent du Jiu, sur le plateau de Bălăciței (Piemontului Bălăciței), à la limite avec le județ de Dolj.
Elle se situe à 44 km à l'est de Drobeta Turnu-Severin, la préfecture du județ et à 68 km à l'ouest de Craiova, sur la route nationale DN6 (Route européenne 70) et la voie ferrée qui relient Timișoara et Bucarest.
La commune se compose de la ville de Strehaia elle-même et de neuf villages. En 2002, la population entre les villages se répartissait comme suit :
- Strehaia, 7 561 habitants, siège de la municipalité ;
- Ciochiuța, 1 097 habitants ;
- Commanda, 1 395 habitants ;
- Hurducești, 283 habitants ;
- Lunca Banului, 495 habitants ;
- Menți 116 habitants ;
- Motruleni 214 habitants ;
- Slătinicu Mare, 314 habitants ;
- Slătinicu Mir 122 habitants ;
- Stănești 249 habitants.

## Histoire
La première mention écrite de la ville date du XVe siècle. La ville fut quelque temps la résidence des autorités du Banat de Severin qui avaient quitté Turnu Severin en raison des attaques ottomanes, avant le repli vers Craiova.
En 1645 fut ordonnée par le prince Matthieu Basarab la construction du monastère de Strehaia. Depuis 1671 et la première foire aux bestiaux, la ville joue un rôle important de marché agricole. La ville est aussi le fief de la famille Strehaiano.
En 1921, elle obtint le statut de ville et servit de chef-lieu de district de 1951 jusqu'à 1968 et la réforme administrative du territoire.

## Politique
Le Conseil Municipal de Strehaia compte 17 sièges de conseillers municipaux. À l'issue des élections municipales de juin 2008, Sâmion Burcu (PNL) a été élu maire de la Ville.
| Parti                   | Nombre de conseillers |
| ----------------------- | --------------------- |
| Parti national libéral  | 10                    |
| Parti social-démocrate  | 4                     |
| Parti démocrate-libéral | 3                     |

## Religions
En 2002, 99,36 % de la population était de religion orthodoxe.

## Démographie
La commune se compose de 89,14 % de Roumains et de 10,79 % de Tsiganes.
| 1900  | 1930  | 1948  | 1956  | 1966  | 1977   | 1992   | 2002   | 2007   |
| ----- | ----- | ----- | ----- | ----- | ------ | ------ | ------ | ------ |
| 4 900 | 7 870 | 7 776 | 8 545 | 9 768 | 11 271 | 12 324 | 11 846 | 11 901 |

## Lieux et monuments
- Monastère de Strehaia, fondé en 1645 par Matthieu Basarab sous la vocation de Ste Treime.

- Commanda, église St Georges (Sf Gheorghe) de 1886.

- Motrulein, église des Sts Voîvodes (Sf Voievozi) de 1777.

- Fortifications du XVIe siècle.

- Colonies de tortues d'Hermann dans les bois de Lunca Banului.

## Personnages
- Prince Antoine Bibesco (1878-1951), dont les principales propriétés s'étendaient autour de la ville.
- Nicolae Popescu (1937-2010), mathématicien.